# Grand marais Cienaga Grande de Santa Marta
 (novembre 2020).
Si vous disposez d'ouvrages ou d'articles de référence ou si vous connaissez des sites web de qualité traitant du thème abordé ici, merci de compléter l'article en donnant les références utiles à sa vérifiabilité et en les liant à la section « Notes et références ».
 (novembre 2020).
La mise en forme du texte ne suit pas les recommandations de Wikipédia : il faut le « wikifier ».
Les points d'amélioration suivants sont les cas les plus fréquents. Le détail des points à revoir est peut-être précisé sur la page de discussion.
- Les titres sont pré-formatés par le logiciel. Ils ne sont ni en capitales, ni en gras.
- Le texte ne doit pas être écrit en capitales (les noms de famille non plus), ni en gras, ni en italique, ni en « petit »…
- Le gras n'est utilisé que pour surligner le titre de l'article dans l'introduction, une seule fois.
- L'italique est rarement utilisé : mots en langue étrangère, titres d'œuvres, noms de bateaux, etc.
- Les citations ne sont pas en italique mais en corps de texte normal. Elles sont entourées par des guillemets français : « et ».
- Les listes à puces sont à éviter, des paragraphes rédigés étant largement préférés. Les tableaux sont à réserver à la présentation de données structurées (résultats, etc.).
- Les appels de note de bas de page (petits chiffres en exposant, introduits par l'outil «  Source ») sont à placer entre la fin de phrase et le point final[comme ça].
- Les liens internes (vers d'autres articles de Wikipédia) sont à choisir avec parcimonie. Créez des liens vers des articles approfondissant le sujet. Les termes génériques sans rapport avec le sujet sont à éviter, ainsi que les répétitions de liens vers un même terme.
- Les liens externes sont à placer uniquement dans une section « Liens externes », à la fin de l'article. Ces liens sont à choisir avec parcimonie suivant les règles définies. Si un lien sert de source à l'article, son insertion dans le texte est à faire par les notes de bas de page.
- La présentation des références doit suivre les conventions bibliographiques. Il est recommandé d'utiliser les modèles {{Ouvrage}}, {{Chapitre}}, {{Article}}, {{Lien web}} et/ou {{Bibliographie}}. Le mode d'édition visuel peut mettre en forme automatiquement les références.
- Insérer une infobox (cadre d'informations à droite) n'est pas obligatoire pour parachever la mise en page.

Pour une aide détaillée, merci de consulter Aide:Wikification.
Si vous pensez que ces points ont été résolus, vous pouvez retirer ce bandeau et améliorer la mise en forme d'un autre article.
Le marais Cienaga Grande de Santa Marta (CGSM) est localisé dans le département du Magdalena, en Colombie. Cet estuaire est le plus grand dans les caraïbes et il fait partie du delta extérieur du fleuve Magdalena, le plus long de Colombie. Ce fleuve a un débit d’eau de 7 000 m3/s en moyen. Historiquement, le marais CGSM était le principal lieu de capture de poissons et crustacés de la côte nord colombienne. Par ailleurs, elle était un habitat important et un lieu de reproduction et alevinage pour beaucoup espèces avec une valeur commerciale importante.

## Introduction
Les forêts de mangrove sont des habitats qui lient les environnements terrestres et marins. Ce sont des écosystèmes hautement productifs. Ils peuvent fournir de la nourriture à la faune locale, protègent la côte de l’érosion et ont la capacité de retenir des polluants qui entrent dans le ruissellement.
Les différentes espèces de mangroves se trouvent fréquemment dans zones plus ou moins spécifiques. Cette zone peut être déterminée par des différents facteurs comme la salinité, les nutriments, les compétences des espèces pour la lumière, l’eau, l’hydropériode et la variabilité hydroclimatique. Lorsque ces facteurs environnementaux spécifiques sont altérés pour chaque espèce, les arbres entrent dans un stress qui affecte sa croissance. Puis, ils vont être plus susceptibles aux maladies et ça produit la possibilité de générer une mort massive de mangroves.
Depuis 1956, les impacts anthropogéniques plus forts ont touché le marais Cienaga Grande de Santa Marta, avec la construction d’autoroutes qui ont affecté sa dynamique hydrologique. Ces impacts ont aussi réduit sa couverture forestière de mangroves et a affecté les stocks de poissons avec effets sur les populations locales.
En raison de ces problèmes, le gouvernement colombien a développé un projet de récupération du marais (PRO-CIENAGA), avec l’aide de l’Agence Allemande pour la Récupération Technique (GTZ en allemand). En 1994, cette organisation a développé la restauration du régime hydrologique, avec des très bons résultats dans la récupération des mangroves.

## Caractéristiques du système
Le fleuve Magdalena est aussi le principal responsable des processus hydrodynamiques de l’écorégion. Le fleuve est le récepteur de tous les processus naturels et anthropogéniques qui ont lieu sur tout le bassin versant (1 540 km) et qui a une incidence dans le delta extérieur droit où se trouve le marais CGSM.
Au nord, le marais limite avec la mer Caraïbe. Dans ce point-ci, le CGSM se sépare de la mer grâce à une barrière de sable qu’on appelle l’Île de Salamanca. À l’ouest, et au sud-ouest, il limite avec la plaine inondable du fleuve Magdalena où on trouve quelques canaux tributaires qui apportent de l’eau fraiche du fleuve au marais. À l’est et sud-est, il limite avec la montagne Sierra Nevada de Santa Marta (SNSM), qui présente une hauteur de 5 800 mètres et qui est la source des cinq fleuves (Fundacion, Aracataca, Tucurinca, Sevilla et Frio) que fournissent de l’eau fraiche au marais CGSM.
L’écorégion comprend une surface de 4 900 km2 et se trouve formée par des différentes unités écologiques dedans une zone qu’incluent des milieux humides marines et côtières. La région aussi inclut 1 300 km2 de marais et des corps d’eau entre lesquels il y a des marécages, des lacs, des canaux, des plaines alluviales et des ruisseaux qui occupent une surface de 730 km2 pendant que les eaux marines occupent 570 km2 . Par ailleurs, la région compte avec une forêt de mangroves très riches en biodiversité de 520 km2, des forêts de climat sec tropical, des pâturages, des cultures de subsistance et des plantations industriels de banane et palmiers d’huile.

### Climat
La précipitation peut varier entre les 300 et 1 500 mm/an. La saison des pluies comprend deux périodes entre les mois de mai–juin et septembre-octobre. La température moyenne pendant presque toute l’année varie entre 270C à 290C, avec variations diurnes de 100C . L’évapotranspiration dans cette région est de 1 431 mm/an et la précipitation est de 400 mm/an en moyenne, ce qui montre un déficit d’eau de 1 031 mm/an.

### Hydrodynamique
L’hydrodynamique de la CGSM est définie par la géomorphologie de la zone et par le mélange vertical des eaux marines grâce aux vents alizés. Les fleuves tributaires du bassin hydrographique de la Sierra Nevada de Santa Marta déterminent les conditions hydrologiques et hydrodynamiques du secteur est du marais. Ces fleuves fournissent continuellement de l’eau douce au marais pendant toute l’année. Le déversement annuel de ces fleuves est de 90 m3/s d’eau douce en moyenne. Les secteurs ouest et nord-ouest se trouvent influencés par le fleuve Magdalena, spécifiquement le secteur de Pajarales. Les apports en eau douce faits par le fleuve Magdalena dépendront des périodes de pluie et des incréments du niveau des eaux. Ses apports annuels d’eau sont de 160 m3/s en moyenne. Durant les saisons de pluies, la présence de l’eau douce s’incrémente dans l’estuaire laquelle provoque un flux d’eau du marais vers la mer, tandis que dans les périodes d’été, de l’eau marine entre au système à travers La Boca de la Barra.
Dans le secteur Boca de la Barra l’eau du marais et l’eau de mer s'échangent. Ce point a une largeur de 180 m et une profondeur de 6.5 m. Il est le point physique le plus important dans le comportement hydraulique, hydrique et salin de l’estuaire. La CGSM a une profondeur de 1.8 m en moyenne et un volume d’eau de 722 millions de m3. Lorsque la marée haute arrive, la quantité d’eau salée qui entre à l’estuaire est de 10 millions de m3. Les conditions de salinité du marais dépendront de l’entrée de l’eau douce du fleuve Magdalena, des fleuves qui arrivent de la SNSM, ainsi comme des précipitations des pluies. Lorsque la saison des pluies arrive, le volume des eaux augmente, en présentant une entrée plus grande d’eau douce au marais qui diminue l’entrée d’eau de mer à l’estuaire.
Durant la période de sécheresse, le volume d’eau qui entre au marais, provenant du fleuve Magdalena, diminue et l’évaporation et l’évapotranspiration sont augmentées à cause des températures élevées. Cette diminution dans le niveau de l’eau du marais CGSM favorise l’entrée de l’eau de mer à l’estuaire. Ces conditions génèrent un incrément de la salinité dans le CGSM, indispensable pour la subsistance des mangroves et des autres espèces. Toutefois, une période très longue avec cette salinité va produire un processus d’accumulation progressive de sel, en formant une stagnation de la masse d’eau salée, qui ne réussit pas à se mélanger avec le peu d’eau douce qui tombe par précipitation ou le petit volume d’eau de quelques ruisseaux, puisque ces eaux douces vont couler par la couche de surface et vont s’évaporer rapidement, ou sortent du système sans se mélanger.
Le manque de circulation de l’eau et des nutriments peut produire la prolifération de cyanobactéries ou d’algues bleu-vert ainsi que la présence d’acides sulfhydriques, qui ajoutés à l’augmentation de la salinité, peuvent causer la mort ou la migration des différentes espèces. Ce problème va affecter la chaîne trophique et la qualité de l’eau.

### Écosystème
Les écosystèmes estuariens sont considérés comme uns des écosystèmes les plus productifs dans le monde. La CGSM a contribué à réguler le flux du fleuve Magdalena et des fleuves qui viennent de la SNSM. De plus, le marais apporte un volume d’humidité à la Sierra Nevada de Santa Marta.
Le CGSM et ses environs présentent un écosystème très varié, avec une grande quantité d’espèces de plantes, organismes terrestres et aquatiques. Il y a 267 espèces de végétaux terrestres identifiées, 12 végétaux aquatiques, 300 variétés d’algues phytoplanctoniques, 144 espèces de poissons, 102 des mollusques, 26 des reptiles, 19 des mammifères et 199 oiseaux desquelles 35 migratoires, et 4 espèces de mangroves Avicennia germinans, Laguncularia racemosa, Rhizophora mangle et Conacarpus erectus.

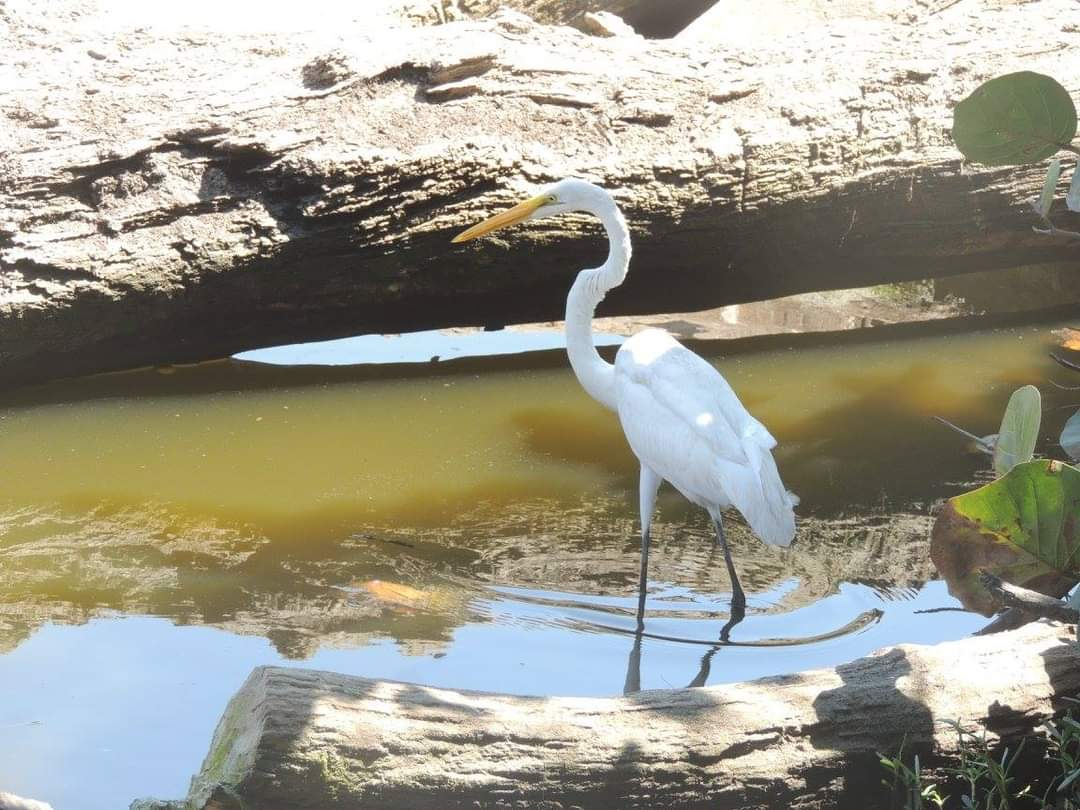
Heron blanc (Ardea alba).

Selon INVEMAR, 2018, le marais CGSM, en raison de sa grande richesse naturelle et ses conditions écologiques spéciales, est protégé avec cinq figures de conservation :
1. Parc National naturel Via Parque Isla de Salamanca (déclaré en 1964)[8].
2. Sanctuaire de faune et de flore du grand marais de Santa Marta (déclaré en 1977)[8].
3. Site Ramsar, 1998[10].
4. Réserve de biosphère, 2000[11].
5. Zone d’importance internationale pour la conservation d’oiseaux (IBA/AICA)[8].

La productivité biologique du CGSM est due aux apports de nutriments faits par les fleuves qui arrivent de la SNSM, du fleuve Magdalena et de la mer caraïbe. La végétation prédominante dans le marais sont des forêts de mangroves, qui en fournissent de la nourriture, de l’habitat et de la protection à beaucoup d’espèces, incluant celles avec valeur commerciale, permet une grande quantité de phytoplanctons à se produire dans les mangroves qui sert de nourriture pour beaucoup d’êtres vivants comme des poissons, des huitres, des crevettes, etc..

## Problèmes trouvés dans le marais
Depuis 1956, on a été présenté avec une série d’impacts anthropogéniques comme les altérations du régime hydrique avec la construction de l’autoroute Cienaga – Barranquilla, entre 1956 et 1960, à travers toute la borde nord, incluant la construction de canaux et digues. Donc, les connexions naturelles des eaux souterraines se sont vues affectées par le compactage du sol avec la construction de l’autoroute.
En 1970, la construction d’une autoroute parallèle au fleuve Magdalena, sans ponts ni dalots en béton, avait empêché le flux de l’eau du fleuve Magdalena vers le marais, en évitant que dans périodes d’inondations les eaux entrent à l’écosystème de mangroves.
Le manque de drainages adéquats dans la construction de ces routes a causé un isolement hydrologique du marais en relation à l’interchange d’eaux avec la mer et le fleuve Magdalena. Ainsi, la charge de sédiments qui apportent au fleuve Magdalena, lequel ramassage tout le ruissellement d’une grande partie du territoire colombien, a réduit presque tout le flux d’eau douce dans les canaux qui lient le fleuve avec le marais.
Le blocage des entrées de l’eau fraîche au marais, plus la combinaison d’un climat sec et une forte modification de la connexion hydrologique naturelle de l’eau saumâtre avec les fleuves et la mer, dû à la construction de ces deux autoroutes, ont déclenché une mortalité massive de mangroves.
Dans le côté est, le flux d’eau qui provient de la Sierra Nevada de Santa Marta (SNSM) a aussi diminué à cause de la déviation de l’eau, pour l’irrigation de cultures et en raison de la charge de sédimentation occasionnée par la déforestation des bassins versants.
Donc, la déviation de l’eau douce qui entrait au système du marais, en plus au déficit hydrique de 1 031 mm/an, a généré une hipersalinisation des sols des mangroves avec des valeurs qui surpassent les 100 ppm pendant sept mois pour l’an, dont la quantité est énorme, puisque la salinité de l’eau de mer est de 35 ppm.
Cet excessif niveau de salinité a généré la mort de 360 km2 des forêts de mangroves (presque le 70%) dans une période de 39 ans (1956 à 1995).  Par ailleurs, ces forêts sont l’habitat de beaucoup d’espèces animales et végétales, qui en plus sont un lieu naturel d’élevage et alevinage pour beaucoup de poissons et crustacés. De plus, les mangroves peuvent être des puits de polluants et transformer l’azote inorganique et le phosphore et ils peuvent aider à prévenir l’eutrophisation.
Les sédiments présents dans les zones de mangroves ont une haute capacité pour retenir et accumuler des métaux lourds grâce à ses caractéristiques physico-chimiques. En fait, la destruction des mangroves peut favoriser la sortie de métaux lourds retenus dans les sédiments et favoriser sa mobilisation vers zones proches.
Puis, la mort du 70% de la forêt de mangroves et l’altération du régime hydrologique vont affecter tous les services écologiques fournis par le marais en produisant un impact environnemental négatif de grandes répercussions.
Le changement dans les caractéristiques de la qualité de l’eau du marais y de ses tributaires riveraines, parmi lesquels on a l’excès de salinité, la température, l’incrémente de nutriments, les chutes dans les concentrations d’oxygène et les changements dans les populations phytoplanctoniques, ont causé la mort de milliers de poissons. De plus, s’est reporté une haute diminution de poissons et invertébrés à l’ouest du marais CGSM, spécialement où les mangroves sont mortes. Cette dégradation du système a produit une diminution de la production de biomasse et des captures de pêche
Les activités d’agriculture intensive, les activités minières, la croissance urbaine et les activités industrielles ont affecté le bassin des fleuves qui fournissent de l’eau le marais. On a aussi trouvé des polluants toxiques dans les eaux et les sédiments du marais comme des substances chlorées, des composés organophosphorés et des métaux lourds comme le Cd, Zn, Cu et Hg. À cela, vaut la peine de dire que la pollution produite dans la zone de production de bananes par les produits agrochimiques utilisés dans les districts d’irrigation, où après, ces eaux sont déposées dans les fleuves qui baissent de la SNSM et qui se coulent dans le marais.
Dû à cette situation, on est présenté avec un haut enrichissement de l’eau avec des nutriments biologiques et artificiels comme conséquence des eaux utilisés des villages et des fertilisants utilisés dans l’agriculture. Ceci a causé une haute concentration de bactéries fécales dans les eaux du CGSM et dans les organismes filtrants comme des huîtres et moules.
Dans le CGSM déclaré comme le marais Ramsar, on déroule des activités agricoles extensives de culture de palmier à huile (65 000 ha) et de bananes (13 000 ha). Des 3 600 personnes qui habitent les villages palafittiques à l’intérieur du marais, seulement le 44% travaille dans l’activité de pêche. Les populations qui habitent dans la région du marais CGSM sont extrêmement pauvres et ils n’ont pas de services basiques d’eau potable, d’assainissement, ou de soins de santé et d’éducation. La diminution de la production de poisson à cause de la dégradation de l’écosystème a contribué à un appauvrissement des familles qui subsistent de la pêche et la cueillette de fruits de mer, lesquels ont dû exercer une pression accrue sur l’écosystème pour pouvoir continuer sa subsistance.

## Projet de récupération du marais Cienaga Grande de Santa Marta
En 1992, on a commencé le projet « réhabilitation du marais Cienaga Grande de Santa Marta » (Pro-Cienaga). Ce projet a été divisé dans deux phases: la première phase étant le développement d’un plan de gestion environnemental qui s’est déroulé entre 1992 et 1994. Dans la deuxième phase, on a exécuté les activités proposées dans le plan environnemental (1995 – 1998), comme la gestion des ressources hydrologiques, la gestion de la faune et flore, le développement social et le renforcement des institutions.

## Ressources hydrologiques
Puis, on a rétabli la connexion hydrologique entre le fleuve Magdalena et le marais Cienaga Grande de Santa Marta en 1998, en permettant l’entrée de 163 m3/s d’eau douce avec le dragage de cinq canaux déjà existants.
Le dragage des canaux est un des projets clés pour restaurer la connexion et diminuer la salinité. Depuis 1994, on a retiré plus de 5,95 * 106 m3 de matériel sédimentaire des canaux avec le but de leur restaurer avec l’entrée de l’eau douce au marais. Dû à cette situation, quelques canaux ont expérimenté une réduction immédiate des niveaux de salinité depuis le début du dragage, comme les canaux Aguas Negras, où le niveau de salinité est tombé 95 ppm, comparé avec les niveaux qu’eux avaient en 1994. Les bas niveaux de salinité dans ces canaux ont réussi à se maintenir entre 40 et 80 ppm. Des autres canaux, comme les Nuevo Clarin, ont été dragués en 1996 et après n'ont reçu aucune maintenance, en augmentant la salinité jusqu’à niveaux de 103 ppm.
Les canaux où on a fait un dragage permanent ont présenté un meilleur résultat dans la récupération des mangroves. Où la salinité a réussi à diminuer, la surface terrestre des arbres a augmenté. La réouverture initiale n’est pas suffisante pour maintenir les échanges hydriques à cause de la lourde charge de sédiments. Le dragage peut être coûteux, mais il a réussi à maintenir le flux d’eau douce et maintenir les niveaux de salinité adéquats aux limites de tolérance des mangroves.
Depuis 2015, les mangroves se sont récupérées positivement, en atteignant une couverture de 400 km2, mais cette rapide amélioration a stagné à partir du 2011. Cette couverture équivaut à 77% de la forêt de la mangrove qui existait en 1956.
Cette reconnexion partiale avec la mer a été effectuée avec la construction de dalots en béton sous l’autoroute Cienaga-Barranquilla.

## Gestion de faune et flore
Quelques zones ont eu des problèmes avec la restauration des mangroves en raison de la présence d’un haut niveau de salinité dans les sols. De plus, les flux d’eau douce n’ont pas pu arriver à ces zones en transportant les propagules. Donc, des plusieurs projets de reforestation ont été développés. Les résultats ont montré un 60% de survivance des plantules proches aux canaux dragués.
En 1967, le marais CGSM était une zone importante de pêche, puisque produisaient 27 000 tonnes annuelles. Vingt ans après, la production est tombée à 1 785 tonnes. En 1969, des mortalités massives d’huîtres et poissons avaient commencé à se produire. Une étude développée par INVEMAR en 2015 a montré que les poissons, les moules et les crustacés ont répondu de forme différente aux conditions environnementales.  La production de poisson a montré des valeurs relativement constantes depuis 2010 avec une moyenne de 4 755 tonnes annuelles. La capture des crustacés a augmenté à partir de l’année 2000 avec une production moyenne de 795 tonnes annuelles, avec une augmentation de 40 % entre les années 2008-2014. Les mollusques, représentés principalement par les moules (polymesoda solida) et les escargots, sont passés de 60 tonnes en 2002 à 1 050 tonnes en 2005, avec une stabilisation de la production autour de 200 tonnes à partir de 2009. Les captures de poissons et invertébrés ont retrouvé les niveaux des années 2002 à 2005, et 2014 à 2015, qui précédaient les travaux d’adéquation hydrologique. La salinité et la sédimentation peuvent affecter les bancs de poissons et moules.

## Développement social
Le projet Pro-Cienaga cherche à éduquer les usagers du marais à la responsabilité écologique, une gestion stratégique des pêcheries et la récupération des valeurs écologiques traditionnelles.

## Renforcement institutionnel
On cherche le renforcement d’institutions préoccupées avec le projet Pro-Cienaga, comme CORPAMAG, les municipalités dans les zones du projet et le gouvernement départemental.

## Services écosystémiques
Les changements climatiques et anthropogéniques ont causé stress dans l’écosystème de la CGSM en affectant les services écosystémiques. Le régime hydrologique, l’ampleur de la couverture des forêts de mangroves et les dynamiques des pêcheries sont facteurs qui affectent les services écosystémiques.
La sédimentation et la présence des plantes typha domingensis, a encore causé problèmes de blocage des canaux, en empêchant le bon échange des eaux douces et salées, ce qui a contribué à la mort des mangroves et sa perte de couverture végétale. La disparition de ces forêts a généré une diminution des lieux de refuge et alevinage de différentes espèces. Lorsque les mangroves sont mortes, une grande quantité de polluants et substances azotées et phosphorées sont libérées des sédiments et ces sont dispersées par tout le corps d’eau en causant l’eutrophisation et la mortalité massive de poissons. La surpêche a provoqué la réduction de la ressource et l’appauvrissement de la population de la région.
Entre les services écosystémiques plus importants qui le CGSM fourni se trouvent :

### Régulation
Protection contre phénomènes naturels et l’amortissement contre la montée des eaux riveraines. La variété d’habitats a favorisé la diversité d’un grand numéro d’espèces. Les processus biogéochimiques qui se présentent à l’intérieur du marais favorisent la réduction de la charge de polluants. Les différents niveaux de végétation qui a la CGSM, peuvent capturer le CO2 et le transformer dans matière organique, en aidant à mitiger le changement climatique.

### Approvisionnement
La CGSM est une zone de production halieutique où 3 600 personnes s’occupent dans cette activité.  L’exploitation forestière est une activité relevante. Ces activités sont complémentées avec la production agricole, les artisanats, l’aquaculture et la production de charbon de bois.

## Tourisme
Les paysages de la CGSM et les populations palafittiques sont des attractives touristiques. Le marais a captivé l’attention des scientifiques par l’intérêt de réhabiliter et conserver sa grande richesse.